# Kisherend
Kisherend là một thị trấn thuộc hạt Baranya, Hungary. Thị trấn này có diện tích 6,92 km², dân số năm 2010 là 184 người, mật độ 27 người/km².